# SoftBank X05HT
SoftBank X05HT（ソフトバンクX05HT）はHTCが開発しソフトバンクモバイルが販売するW-CDMA及びGSM通信方式に対応するWindows Mobile 6.1 Professional版をOSに搭載したスマートフォン。HTC Touch Proのソフトバンク向けモデル。2008年（平成20年）12月5日発売。

## 対応サービス・機能
- Windows Mobile 6.1 Professional 日本語版搭載
- スライド式フルキーボードを搭載
- TouchFLO3D搭載
  - Today画面上で天気予報やメール、電話帳を3Dで表示
- Windows Live for Windows Mobile 搭載
  - Windows Live メール
  - Windows Live メッセンジャー
- HTML形式のメールを読める
- メディアプレイヤー
  - AMR/AAC/HE-AAC/WAV/WMA/WMV/MP3 対応
- YouTube再生対応

| 主な対応サービス         | 主な対応サービス         | 主な対応サービス     | 主な対応サービス |
| ------------------------ | ------------------------ | -------------------- | ---------------- |
| S!一斉トーク             | S!ともだち状況           | Yahoo!mocoa          |                  |
| S!ループ                 | S!タウン                 | S!速報ニュース       |                  |
| PCサイトダイレクト       | 電子コミック             | S!アプリ             |                  |
| 着うたフル／着うた       | デコレメール（受信のみ） | S!電話帳バックアップ |                  |
| S!FeliCa                 | ミュージックプレイヤー   | GPS                  |                  |
| コンテンツおすすめメール | TVコール                 | 世界対応ケータイ     |                  |
| ワンセグ                 | 3G ハイスピード          | S!おなじみ操作       |                  |

## 特徴
海外での製品名・HTC Touch Proに日本向けのカスタマイズを施した端末。背面のバッテリーカバーのダイアモンドカットが特徴。SoftBank X04HTにスライドフルキーボードを搭載した製品。

本体内部に加速度センサーを搭載し、本体を傾けるだけで画面表示が連動するようになっている。

## 不具合
新着S！メール受信時にLEDリングが点滅しないといった不具合が見つかっている。本体かPCを使って更新ソフトをダウンロードして改善される。ただしX05HTからダウンロードした場合パケット代金は本人負担となるため注意が必要。
（4月13日以降にメーカに修理に出した場合、更新ソフトでの修正は必要ない。すでに修正されたバージョンのファームウェアで戻ってくる）